# Aeschynomene uniflora
Aeschynomene uniflora är en ärtväxtart som beskrevs av Ernst Meyer. Aeschynomene uniflora ingår i släktet Aeschynomene och familjen ärtväxter. Utöver nominatformen finns också underarten A. u. uniflora.